# Гаагская конвенция о защите культурных ценностей в случае вооружённого конфликта

Эмблема, принятая Гаагской конвенцией 1954 — отличительный знак культурного достояния

Гаагская конвенция о защите культурных ценностей в случае вооружённого конфликта была принята в Гааге (Нидерланды) 14 мая 1954 года по следам массовых разрушений объектов культурного наследия во время Второй мировой войны и является первым международным договором, получившим широкое распространение во всём мире, посвящённым исключительно защите культурного наследия в случае вооружённых конфликтов.

## История
Предтечей конвенции является Конвенция о законах и обычаях сухопутной войны, принятая на созванной по инициативе России Второй Гаагской мирной конференции (2 (15) июня по 5 (18) октября 1907 года). Она впервые в международном праве утвердила такие важнейшие принципы, как запрет на захват собственности, запрет грабить и конфисковывать частное имущество, и напротив, предписала принимать все возможные меры к защите и сохранению памятников культуры и медицинских учреждений. Во второй Гаагской конференции мира принимали участие 44 государства.
В 1954 году по инициативе ЮНЕСКО была созвана международная конференция, которая с 21 апреля по 14 мая проходила в Гааге во Дворце мира. В ней принимали участие представители   56 государств, в том числе СССР, УССР, БССР. В заключительный день конференции была подписана Гаагская конвенция о защите культурных ценностей в случае вооружённого конфликта и протокол к ней.

## Действие конвенции
Конвенция предусматривает меры по охране движимых и недвижимых культурных объектов (памятники архитектуры, искусства или истории, религиозные или светские, археологические месторасположения, рукописи, книги, музеи, крупные библиотеки, хранилища архивов и т. д.), которые расположены как на территории противника, так и на собственной территории.
Объекты, находящиеся под защитой конвенции имеют отличительный знак — заострённый снизу щит, разделённый на четыре части синего и белого цвета. Предшествовавший конвенции пакт Рериха предполагал для идентификации объектов охраны символ т. н. Знамени Мира.
По состоянию на 30 января 2018 года конвенция принята (страна присоединилась, ратифицировала либо подала уведомление о правопреемстве) 130 странами. Дополнительно приняты два Протокола к конвенции. Первый протокол был внесен 14 мая 1954 года и вступил в силу 7 августа 1956 года. Ратифицирован 108 странами, включая Россию. Второй протокол внесен 26 марта 1999 года и вступил в силу 9 марта 2004 года. Ратифицирован 72 странами. Россия по состоянию на сентябрь 2017 года его не ратифицировала.
Раз в несколько лет проходят совещания Высоких Договаривающихся Сторон Гаагской конвенции (по состоянию на 30 января 2018 года последние совещания — 11-е (декабрь 2015 года) и 12-е (3—4 декабря 2017 года)), а также совещания сторон Второго протокола (по состоянию на 30 января 2018 года последнее совещание — 7-е (28—29 ноября 2017 года)).
Детализированному анализу Гаагской Конвенции 1954 года посвящена книга Джири Томана «Защита культурных ценностей в случае вооруженного конфликта», изданная в 2005 году на русском языке.